# Brachyglossina ochrolutearia
Brachyglossina ochrolutearia är en fjärilsart som beskrevs av Turati 1938. Brachyglossina ochrolutearia ingår i släktet Brachyglossina och familjen mätare. Inga underarter finns listade i Catalogue of Life.